# Una Mae Carlisle
Pour les articles homonymes, voir Carlisle (homonymie).
Una Mae Carlisle (1915-1956) est une chanteuse et pianiste de jazz américaine, née à Xenia dans l'Ohio et morte à New York d'une pneumonie.

## Carrière
Una Mae Carlisle est remarquée en 1932 à Cincinnati par Thomas Fats Waller, dont elle devient la protégée et fait partie de la troupe sur scène. En 1937, elle effectue une tournée sous son nom en Europe. Elle se produit au Bœuf sur le toit à Paris, puis à Londres. Son succès lui permet d'enregistrer ses premiers titres dans ces deux villes. En 1939, elle chante en duo avec Fats sur le titre I Can't Give You Anything But Love, enregistré pour Bluebird Records.   
Au début des années 1940, elle se lance dans une carrière solo et enregistre pour Bluebird, avec des accompagnateurs comme Charlie Shavers et John Kirby sur I See A Million people, Benny Carter pour Walkin' By the River et Lester Young. À partir de 1944, elle enregistre pour Joe Davis Records, le label indépendant de l'ancien manager de Fats.
Elle écrit elle-même ses chansons qu'elle interprète dans un style intimiste.
En 1954, malade, elle se retire de la vie musicale et décède deux ans après. Ses enregistrements ont été réédités sur trois CD en France dans la collection Chronological Classics.

## Discographie

### Singles
- "I Can't Give You Anything but Love, Baby'', Jimmy McHugh (music) and Dorothy Fields (lyrics)
- I See A Million People, Bluebird
- Walkin' By the River, Bluebird
- For the Rest of My Life, Joe Davis

### Compilations
- Una Mae Carlisle 1938-1941, Chronological Classics n° 1209 ;
- Una Mae Carlisle 1941-1944, Chronological Classics n° 1230 ;
- Una Mae Carlisle 1944-1950, Chronological Classics n° 1265.